# Chionádes (Évros)
Chionádes (grec moderne : Χιονάδες) est une localité située dans le dème de Didymotique, dans le district régional d'Évros, dans la periphérie de Macédoine-Orientale-et-Thrace, en Grèce.
La localité appartient au district municipal de Metaxádes et à la communauté municipale d'Elafochóri. Selon le recensement de 2021, elle compte 175 habitants.